# 比埃德維爾 (阿肯色州)
比德維爾（英語：Beedeville）是一個位於美國阿肯色州傑克遜縣的市鎮。

## 地理
比德維爾的座標為35°25′47″N 91°06′31″W / 35.42972°N 91.10861°W，而該地的平均海拔高度為67米（即220英尺）。

## 人口
根據2020年美國人口普查的數據，比德維爾的面積為2.95平方千米，皆為陸地。當地共有人口84人，而人口密度為每平方千米28人。